# Paramicrodon cinctellus
Paramicrodon cinctellus är en tvåvingeart som först beskrevs av Sack 1926.  Paramicrodon cinctellus ingår i släktet Paramicrodon och familjen blomflugor.
Artens utbredningsområde är Filippinerna. Inga underarter finns listade i Catalogue of Life.